# Мірослав Костадінов
Міро (справжнє ім'я: Мірослав Костадінов) (нар. 10 березня 1976 року, Добрич) — болгарський співак та композитор. Представник Болгарії на пісенному конкурсі Євробачення 2010 року, що проходив у Осло. Міро виграв національний відбір на конкурс Євробачення з піснею «Angel si ti».
Співак почав грати на фортепіано з моменту, як тільки побачив цей музичний інструмент. На цьому він не зупинився і далі розвивав свої музичні здібності у складі аматорської групи вокалістів.
У середині 90-х років він отримав декілька призів на Болгарських фестивалях як «Найкращий молодий виконавець», завоювавши дві престижні нагороди на Discovery у Варні, а також, брав участь у міжнародних конкурсах в Туреччині і Казахстані. Популярність до Міро прийшла 1999 року після створення дуету «KariZma», в якому він співав разом із Галею (Галина Курдова).
У 2007 і 2008 рр. Міро і Галя почали будувати сольні кар'єри. У 2008 році Міро випустив хіт «Губя контрол» і сольний альбом «оМІРОтворен». У 2009 році Міро був визнаний «Болгарською Іконою Моди».